# آل بريك (وادي الدواسر)
آل بريك، هي قرية من فئة (أ) تقع في محافظة وادي الدواسر، والتابعة لمنطقة الرياض في السعودية. وتبعد آل بريك عن محافظة وادي الدواسر بمسافة تقارب () كم.